# Turritella variegata
Turritella variegata är en snäckart som först beskrevs av Carl von Linné 1758.  Turritella variegata ingår i släktet Turritella och familjen tornsnäckor. Inga underarter finns listade i Catalogue of Life.